# Królestwo Slawonii
Królestwo Slawonii (chorw. Kraljevina Slavonija) – prowincja Monarchii habsburskiej w XVIII i XIX stuleciu, a od 1867 jako jeden z krajów koronnych św. Stefana. W skład prowincji wchodziły północne części regionów Slawonii (dzisiaj w Chorwacji) i Sremu (dziś w Chorwacji i Serbii). Południowa część tego regionu wchodziła w skład tzw. Pogranicza Wojskowego.

## Historia
Królestwo Slawonii zostało utworzone w 1745 i należało jednocześnie, zarówno do Królestwa Chorwacji, jak i Królestwa Węgier. Po roku 1849, Królestwo Slawonii i Królestwo Chorwacji zostały uznane jako oddzielne kraje koronne Cesarstwa Austriackiego. Zgodnie z węgiersko-chorwackim porozumieniem zawartym w 1868, Królestwo Slawonii wraz z Królestwem Chorwacji (początkowo także wraz z Królestwem Dalmacji, stąd pozostała nazwa) jako Trójjedyne Królestwo Chorwacji, Slawonii i Dalmacji stała się Krajem Korony św. Stefana (węgierskiej części dualistycznej monarchii Austro-Węgier), zachowując jednakże pewną dozę suwerenności np. posiadało pełną autonomię w sprawach administracji, sądownictwa, wyznania czy szkolnictwa.

## Demografia
Według austriackiego spisu ludności z 1790 Królestwo Slawonii liczyło ok. 280 000 mieszkańców, z czego 131 000 (46,8%) Serbów, 128 000 (45,7%) Chorwatów, 19 000 (6,8%) Węgrów oraz 2000 (0,7%) Niemców. W tym czasie w skład Królestwa Slawonii wchodziła także wschodnia część Sremu, zamieszkana głównie przez Serbów.